# Choi Eun-kyung
Choi Eun-kyung (kor. 최은경; * 26. Dezember 1984) ist eine ehemalige südkoreanische Shorttrackerin.

## Karriere
Choi gewann bei der Winter-Universiade 2005 in Innsbruck alle fünf Goldmedaillen der Frauen-Wettkämpfe. Bei den Shorttrack-Weltmeisterschaften gewann sie während ihrer Karriere insgesamt vierzehn Gold-, vier Silber- und drei Bronzemedaillen.
2002 gewann sie bei den Olympischen Winterspielen 2002 in Salt Lake City die Silbermedaille über 1500 m und Gold mit der Staffel. Dieselben Medaillen konnte sie in Turin 2006 bei den Olympischen Winterspielen erneut erringen.

## Persönliche Bestleistungen
Choi Eun-kyung hält folgende persönliche Bestzeiten im Shorttrack:
- 500 m: 44,496 s (Marquette, USA, 24. Oktober 2003)
- 1000 m: 1:31,052 min (Bormio, Italien, 13. November 2005)
- 1500 m: 2:20,978 min (Peking, China, 11. März 2005)

## Ehrungen
- 2008: Medaille „Blue Dragon“ der Republik Korea.[13]